# Micronycteris brosseti
Micronycteris brosseti (Simmons & Voss, 1998) è un pipistrello della famiglia dei Fillostomidi diffuso nell'America meridionale.

## Descrizione

### Dimensioni
Pipistrello di piccole dimensioni, con la lunghezza totale tra 52 e 61 mm, la lunghezza dell'avambraccio tra 31,5 e 34 mm, la lunghezza della coda tra 10 e 14 mm, la lunghezza del piede tra 10 e 11 mm, la lunghezza delle orecchie tra 18 e 20 mm e un peso fino a 5 g.

### Aspetto
La pelliccia è lunga. Le parti dorsali sono brunastre con la base dei peli bianca, mentre le parti ventrali sono grigio chiaro o giallo-brunastro chiaro. Il muso è allungato, la foglia nasale è ben sviluppata, lanceolata e con la porzione anteriore saldata al labbro superiore soltanto alla base, mentre sul labbro inferiore è presente un cuscinetto carnoso a forma di V. Le orecchie sono grandi, ovali e unite sulla testa da una membrana poco sviluppata con un incavo centrale superficiale. Il trago è corto, triangolare e con un piccolo incavo alla base del margine posteriore. La coda è lunga circa la metà dell'ampio uropatagio. Il calcar è più lungo del piede.

## Biologia

### Comportamento
Si rifugia all'interno delle cavità degli alberi.

### Alimentazione
Si nutre principalmente di insetti e talvolta di frutti.

## Distribuzione e habitat
Questa specie è diffusa nella Guyana centrale, Guyana francese settentrionale, Perù nord-orientale e nello stato brasiliano meridionale di San Paolo. Probabilmente è presente anche in Colombia e Venezuela meridionali e nello stato brasiliano settentrionale del Pará.
Vive nelle foreste pluviali primarie.

## Conservazione
La IUCN Red List, considerato che questa specie è stata scoperta recentemente e ci sono poche informazioni circa lo stato della popolazione e la sua ecologia, classifica M.brosseti come specie con dati insufficienti (DD).